# دانه‌استخوانان
دانه‌استخوانان (نام علمی: Coccosteidae) نام یک تیره از راسته بندی‌گردنان است.